# Daria Saville
Daria Saville (născută Gavrilova; n. 5 martie 1994, Moscova, Rusia) este o jucătoare de tenis din Australia. Cea mai bună clasare a sa la simplu este locul 20 mondial, la 28 august 2017, iar la dublu locul 45 mondial, la 25 septembrie 2017. Ea a reprezentat Rusia până în 2015, înainte să emigreze în Australia. Ea a concurat sub numele de fată până la căsătoria cu jucătorul australian de tenis Luke Saville în 2021.
Poreclită Dașa,  Saville a câștigat un titlu la simplu și trei titluri la dublu în Turul WTA și, în plus, a câștigat patru titluri la simplu și două titluri de dublu pe Circuitul ITF.